# Benjamin Völz

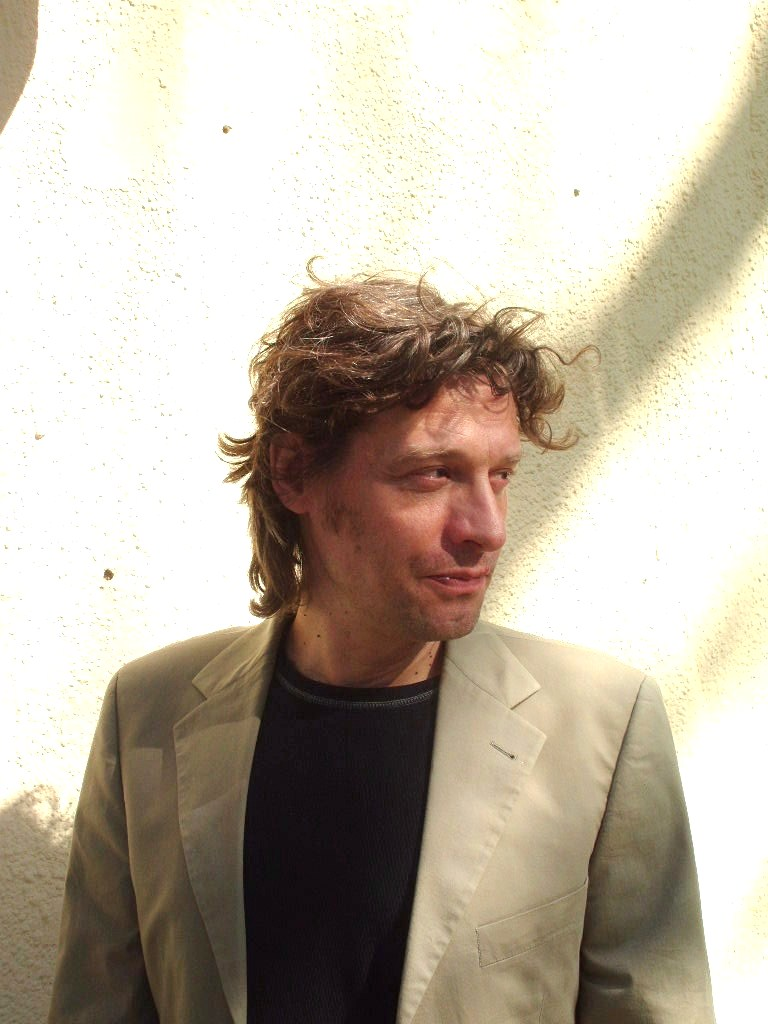
Benjamin Völz, 2010

Benjamin Völz (* 13. Mai 1960 in West-Berlin) ist ein deutscher Schauspieler, Synchronsprecher, Off-Sprecher und Synchronregisseur. Unter dem Pseudonym Ben Gash ist er zudem als Maler und Musiker tätig. Völz synchronisiert regelmäßig Rollen mit Keanu Reeves, David Duchovny, James Spader, Eric Bana, Charlie Sheen und Matthew McConaughey.

## Leben und Wirken

### Theater, Film und Fernsehen
Der Sohn des Schauspielers und Synchronsprechers Wolfgang Völz und der Tänzerin Roswitha Völz, geborene Karwath, war bereits in früher Jugend in Theaterinszenierungen zu sehen, darunter in den Berliner Kammerspielen in Die Prinzessin auf der Erbse (1970) und Jim Knopf und Lukas der Lokomotivführer (1972) sowie in Hänsel und Gretel (1974) am Theater des Westens. 1979 drehte er mit Angela Bruno, Kerl Fieser und David Vostell den Experimentalfilm 36574 Bilder. Darüber hinaus übernahm er ab 1971 Haupt- und Nebenrollen in Film- und Fernsehproduktionen, unter anderem in der ZDF-Serie Aktion Grün (1976), in Krzysztof Zanussis Paradigma (1985) sowie in Friedemann Schulz’ Kinofilm Der Tod in der Waschstraße (1981) und Eberhard Itzenplitz’ Die Mitläufer (1985).

### Synchronisation
Einem breiten Publikum ist Benjamin Völz jedoch in erster Linie durch sein Wirken im Bereich der Filmsynchronisation bekannt. Zu seinen ersten Rollen zählte die Figur des Charlie Rawlins in Die tollkühne Hexe in ihrem fliegenden Bett (1971) sowie die Figur des Schroeder im Kultcartoon Die Peanuts. Neben zahlreichen Rollen auf wechselnden Darstellern in den 1980er Jahren vertonte Völz ab 1989 den Geisterjäger Dr. Egon Spengler in der 140 Folgen umfassenden Zeichentrickserie The Real Ghostbusters, die im Anschluss auch als Hörspielfassung vermarktet wurde.
Seit Even Cowgirls Get the Blues (1993) ist Völz die deutsche Feststimme von Keanu Reeves, seit Ausstrahlungsbeginn der Krimiserie Akte X – Die unheimlichen Fälle des FBI (1994) und auch für Californication (2007) auch von David Duchovny. Aufmerksamkeit erlangte Völz durch eine berufspolitisch motivierte signifikant erhöhte Gagenforderung für die Fortsetzungsverfilmung Akte X – Jenseits der Wahrheit (2008), die um ein Fünffaches über der sonst üblichen Bezahlung lag und in Fach- und Zuschauerkreisen kontrovers diskutiert wurde. Als langjährig etablierte Stimme des Hauptdarstellers argumentierte Völz, die Kosten für eine Synchronisation stünden mit einem Anteil von 0,1 Prozent in keiner Relation zu den Ausgaben für Werbung, Marketing und Premierenfeiern eines solchen Blockbusters.
Zudem verwies er auf die vollständige Rechteabtretung der Synchronschauspieler und die gängigen Gagenzahlungen an prominente Sprecher in Animationsfilmen, die seine Forderung deutlich überböten. Der Verleih 20th Century Fox lehnte ab, Versuche einer Einigung scheiterten. Dieser Umstand führte zu einer Besetzung von Johannes Berenz, nachdem sich mehrere renommierte Kollegen mit Völz solidarisch gezeigt und ihre Teilnahme an einem Probesprechen verweigert hatten. Auch in den neuen (zehnten und elften) Staffeln der Serie, die seit Februar 2016 im deutschsprachigen Raum ausgestrahlt wurden, übernimmt Völz nicht die Synchronrolle von David Duchovny.
Neben seinen Stammschauspielern synchronisiert Benjamin Völz wiederkehrend eine Vielzahl weiterer Darsteller. Film- und Fernsehzuschauer kennen ihn als deutsche Stimme von Charlie Sheen in den Sitcoms Chaos City (1997–2002), Two and a Half Men (2003–2011) und Anger Management (2012–2014), von James Spader in der Justizserie Boston Legal (2004–2008) und The Blacklist (seit 2013), Eddie Cahill in der Krimiserie CSI: NY (2005–2013) oder Rob Lowe in Brothers & Sisters (2007). Darüber hinaus wird er häufig auf Matthew Macfadyen, Jean-Hugues Anglade, Tim Roth, Daniel Day-Lewis und Matthew Modine besetzt. Im Rahmen von Videospielen ist Völz auch außerhalb von Kino und Fernsehen als Synchronsprecher tätig.
Dialogregie führte er unter anderem in der Director’s-Cut-Fassung von Blade Runner (1992), in Reality Bites – Voll das Leben (1994), Starship Troopers (1997) und Being John Malkovich (1999).

### Off-Stimme
Neben der Synchronisation stellt Völz seine Stimme auch als Off-Sprecher zur Verfügung. Seit den 2000er Jahren wird er wiederkehrend für Dokumentarfilme der Journalisten Freddie Röckenhaus und Petra Höfer engagiert, darunter in der für den Adolf-Grimme-Preis 2006 nominierten Informationssendung Die Todeself und in der Kinoversion der Dokumentation Terra X: Deutschland von oben (2012). In der ebenfalls für den Adolf-Grimme-Preis nominierten dreiteiligen Wissenschafts-Dokumentation Expedition ins Gehirn über Inselbegabte fungierte Völz als Erzähler und Testperson und agierte in der Rolle des Alexander von Humboldt in der ZDF Expedition Tropenfieber.
In der 2009 unter Mitwirkung mehrerer europäischer Sender ausgestrahlten zweiteiligen Dokureihe Das Imperium der Viren wurde Völz erneut als Off-Sprecher verpflichtet.
Von 2009 bis 2011 sprach er im ZDF regelmäßig das Wissenschafts-Magazin Abenteuer Wissen.
2015 war er als Off-Stimme in der von Hugo Egon Balder moderierten Dokumentation Mit dem Mut der Verzweiflung – 70 Jahre nach Auschwitz zu hören.
2021 war er als Off-Sprecher in der Dokumentation Das Riesending – 20.000 Meter unter der Erde unter der Regie von Freddie Röckenhaus zu hören. 2023 in der dreiteiligen Dokureike Die Arktis – 66,5 Grad Nord, ebenfalls aus dem Haus colourFIELD.

### Hörbuch und Hörspiel
Von 2005 bis 2010 vertonte Völz in der 41 Folgen umfassenden Mystery-Hörspielreihe Offenbarung 23 die Rolle des Hackers Tron / Boris F., wurde jedoch ab Folge 22 zeitweise durch Jaron Löwenberg ersetzt. In der von Oliver Rohrbeck produzierten Hörspiel-Soap … und nebenbei Liebe war Völz in einer weiteren Festrolle als gestresster Architekt Lutz Wagner zu hören. 2012 sprach er Jens Westerbecks Debütroman Boatpeople als Hörbuch ein.

### Musik und Malerei
Völz spielte in seiner Jugend zunächst Schlagzeug, wechselte jedoch im weiteren Verlauf zu Gesang und Bass. Ende der 1970er gründete er mit Kerl Fieser das Label A.R.M und veröffentlichte 1981 die Single Maskulin Kombale, die sich acht Wochen in den Top Ten der Berliner Indie Charts hielt. 1995 erschien Gashs Langspielplatte My resend life. Mit den Musikern Tom Schneider, Konstanze Caradonna und Torsten Sense bildete er die Gruppe bend und publizierte 1998 ein selbstbetiteltes Album sowie zwei Jahre später die Nachfolge CD Toy. Im Jahr 2000 löste sich die Formation wieder auf.
Gemeinsam mit seiner Akte-X-Kollegin Franziska Pigulla wirkte Völz auf den Alben Zeitgeist (1999) und Weltreise (2001) des Musikprojekts Schiller mit.
Unter dem Pseudonym Ben Gash ist Benjamin Völz zudem als Maler tätig. Er ist Inhaber eines Ateliers in Berlin. Seit Beginn der 2000er Jahre werden seine Werke in Einzel- und Gruppenausstellungen gezeigt, eine Dauerausstellung befindet sich in der Casa Tegoyo auf Lanzarote. Gash malt farbintensive, expressionistische Bilder, die vor allem Stadtansichten, Menschengruppen und religiöse Motive zeigen.

## Privatleben
Benjamin Völz ist der Bruder der Synchronsprecherin Rebecca Völz und Sohn des Schauspielers Wolfgang Völz und seiner Ehefrau Roswitha Völz, geborene Karwath, sowie der Onkel von Daniel Völz. Er ist seit dem 11. September 2002 mit Heike Speckter verheiratet und Vater zweier Söhne. Die Familie lebt in Berlin.

## Filmografie
- 1971: Lerchenpark
- 1973: Algebra um Acht (Fernsehserie, Folge Hausfrau mit Abitur)
- 1974: Sie sind frei, Dr. Korczak
- 1976: Aktion Grün (Fernsehserie)
- 1976: Sladek oder Die schwarze Armee (Fernsehfilm)
- 1977: Die drei Klumberger (Fernsehserie, 2 Folgen)
- 1979: Die Schulmädchen vom Treffpunkt Zoo
- 1979: Tilt (Fernsehfilm)
- 1981: Der Alte (Fernsehserie, Folge Der Zigeuner)
- 1981: Im Morgenwind (Fernsehfilm)
- 1982: Der Tod in der Waschstraße
- 1982: Qualverwandtschaften (Fernsehfilm)
- 1984: Rummelplatzgeschichten (Fernsehserie)
- 1985: Ein Abend mit Georg Thomalla (Fernsehserie, Folge Der Ring des lieben Jungen)
- 1985: Die Mitläufer
- 1985: Paradigma
- 1985: Sylter Novelle (Fernsehfilm)
- 1986: Wanderungen durch die Mark Brandenburg (Fernsehfilm)
- 1987: Jokehnen (Fernsehdreiteiler, 3 Folgen)
- 1991: Napoléon et l’Europe (Fernsehsechsteiler, Folge Berlin, ou le réveil de l'Allemagne)
- 2006: Expedition ins Gehirn (dreiteilige Fernsehdokumentation, 3 Folgen, Sprecher)
- 2007: Terra X (Fernsehdokumentationserie, Folge Tropenfieber – Vorstoß am Orinoco. Humboldts Entdeckungen in Südamerika)
- 2023: Terra X (Fernsehdokumentationsserie, Dreiteiler: "Die Arktis – 66,5 Grad Nord – Das große Schmelzen")

## Hörspiele und Hörbücher (Auswahl)
- 2003 Eliot Pattison – Der Fremde Tibeter, Regie: Walter Adler – Kriminalhörspiel, WDR
- 2003 Jan Gaspard – Offenbarung 23 – als Boris Floricic alias Tron, fiktionale Hörspielserie Folge 1–29, Regie: Lars Peter Lueg
- 2015 Ivar Leon Menger – Monster 1983 – als Sharky, Thriller-Hörspielreihe in drei Staffeln bei Lübbe Audio, ISBN 978-3-7857-5761-1[13]

## Sprechrollen (Auswahl)
Charlie Sheen
- 1987: No Man’s Land – Tatort 911 als Ted Varrick
- 1987: Wall Street als Bud Fox
- 1988: Young Guns als Richard 'Dick' Brewer
- 1993: Die drei Musketiere als Aramis
- 1993: Unglaubliche Geschichten (Fernsehserie) als Casey (Folge 1x15 „Der Held“)
- 1994: Tödliche Geschwindigkeit als Richard „Ditch“ Brodie
- 1996: The Arrival – Die Ankunft als Zane Zaminski
- 1996–2002: Chaos City (Fernsehserie) als Charlie Crawford
- 1998: Free Money als Bud Dyerson
- 1999: Being John Malkovich als Charlie Sheen
- 2001: Good Advice – Guter Rat ist teuer als Ryan Edward Turner
- 2003–2011: Two and a Half Men (Fernsehserie) als Charlie Harper
- 2004: Hawaii Crime Story als Bob Rogers Jr.
- 2006: Scary Movie 4 als Tom Logan
- 2008: The Big Bang Theory (Fernsehserie) als Charlie Sheen (Folge 2x04 „Planet Bollywood“)
- 2010: Stichtag als Charlie Harper
- 2010: Wall Street: Geld schläft nicht als Bud Fox
- 2010: Family Guy (Fernsehserie) als Charlie Sheen (Folge 8x15 „Der Durchbruch“)
- 2012–2014: Anger Management (Fernsehserie) als Charlie Goodson
- 2012: Charlies Welt – Wirklich nichts ist wirklich als Charles Swan III
- 2012: She Wants Me als Charlie Sheen
- 2013: Scary Movie 5 als Charlie Sheen
- 2015: Die Goldbergs (Fernsehserie) als Garth Volbeck (Folge 2x14 „Barry macht blau“)
- 2023: Bookie (Fernsehserie) als Charlie Sheen (Folge 1x01 "Und Geld stinkt doch")

Keanu Reeves
- 1990: Julia und ihre Liebhaber als Martin Loader
- 1993: Even Cowgirls Get the Blues als Julian Gitche
- 1993: Little Buddha als Siddhartha
- 1994: Speed als Officer Jack Traven
- 1995: Dem Himmel so nah als Paul Sutton
- 1995: Vernetzt – Johnny Mnemonic als Johnny Mnemonic
- 1996: Außer Kontrolle als Eddie Kasalivich
- 1996: Minnesota als Jjaks Clayton
- 1997: Im Auftrag des Teufels als Kevin Lomax
- 1997: Wie ich zum ersten Mal Selbstmord beging als Gino
- 1999: Matrix als Neo / Thomas Anderson
- 2000: Helden aus der zweiten Reihe als Shane Falco
- 2000: The Watcher als David Allen Griffin
- 2001: Hardball als Conor O´Neill
- 2001: Sweet November als Nelson Moss
- 2003: Matrix Reloaded als Neo / Thomas Anderson
- 2003: Matrix Revolutions als Neo / Thomas Anderson
- 2003: Was das Herz begehrt als Dr. Julian Mercer
- 2005: Constantine als John Constantine
- 2005: Ellie Parker als Hunde-Star
- 2005: Thumbsucker als Perry Lyman
- 2006: Das Haus am See als Alex Wyler
- 2006: A Scanner Darkly – Der dunkle Schirm als Bob Arctor
- 2008: Street Kings als Detective Tom Ludlow
- 2008: Der Tag, an dem die Erde stillstand als Klaatu
- 2009: Pippa Lee als Chris Nadeau
- 2010: Henry & Julie – Der Gangster und die Diva als Henry Torne
- 2013: 47 Ronin als Kai
- 2013: Man of Tai Chi als Donaka Mark
- 2014: John Wick als John Wick
- 2015: Knock Knock als Evan Webber
- 2016–2018: Swedish Dicks (Fernsehserie) als Tex Johnson
- 2016: Keanu als Keanu, die Katze
- 2016: The Neon Demon als Hank
- 2016: The Whole Truth – Lügenspiel als Richard Ramsey
- 2017: John Wick: Kapitel 2 als John Wick
- 2017: To the Bone als Dr. William Beckham
- 2018: Destination Wedding als Frank
- 2018: Replicas als William Foster
- 2018: Siberia – Tödliche Nähe als Lucas Hill
- 2019: Always Be My Maybe als Keanu Reeves
- 2019: John Wick: Kapitel 3 als John Wick
- 2020: SpongeBob Schwammkopf: Eine schwammtastische Rettung als der Steppenläufer
- 2021: Matrix Resurrections als Neo / Thomas Anderson
- 2023: John Wick: Kapitel 4 als John Wick
- 2024: Sonic the Hedgehog 3 als Shadow the Hedgehog
- 2025: From the World of John Wick: Ballerina als John Wick

Matthew McConaughey
- 1996: Die Jury als Jake Tyler Brigance
- 1997: Amistad als Roger Sherman Baldwin
- 1997: Contact als Palmer Joss
- 1998: Die Newton Boys als Willis Newton
- 2001: Dämonisch als Adam Meiks
- 2001: Wedding Planner – verliebt, verlobt, verplant als Steve Edison
- 2003: Wie werde ich ihn los – in 10 Tagen? als Benjamin Barry
- 2005: Sahara – Abenteuer in der Wüste als Dirk Pitt
- 2005: Das schnelle Geld als Brandon Lang
- 2006: Sie waren Helden als Jack Lengyel
- 2006: Zum Ausziehen verführt als Tripp
- 2008: Ein Schatz zum Verlieben als Benjamin Finnegan
- 2008: Tropic Thunder als Rick Peck
- 2009: Der Womanizer – Die Nacht der Ex-Freundinnen als Connor „Dutch“ Mead
- 2011: Killer Joe als Killer Joe Cooper
- 2011: Der Mandant als Mick Haller
- 2012: Magic Mike als Dallas
- 2012: Mud – Kein Ausweg als Mud
- 2013: Dallas Buyers Club als Ron Woodroof
- 2013: The Wolf of Wall Street als Mark Hanna
- 2014: True Detective (Fernsehserie) als Detective Rustin „Rust“ Cohle
- 2014: Interstellar als Joseph Cooper
- 2015: The Sea of Trees als Arthur Brennan
- 2016: Free State of Jones als Newton Knight
- 2016: Gold – Gier hat eine neue Farbe als Kenny Wells
- 2016: Kubo – Der tapfere Samurai als Beetle
- 2017: Der Dunkle Turm als Walter Padick / Der Mann in Schwarz
- 2018: White Boy Rick als Richard Wershe Sr.
- 2019: Beach Bum als Moondog
- 2019: The Gentlemen als Mickey Pearson
- 2019: Im Netz der Versuchung als Baker Dill / John Mason

David Duchovny
- 1993–2002: Akte X – Die unheimlichen Fälle des FBI (Fernsehserie) als Agent Fox Mulder
- 1997: Playing God als Dr. Eugene Sands
- 1998: Akte X – Der Film als Agent Fox Mulder
- 2000: Zurück zu dir als Bob Rueland
- 2001: Evolution als Dr. Ira Kane
- 2001: Zoolander als J.P. Prewitt
- 2002: Voll Frontal als Bill / Gus
- 2004: Connie und Carla als Jeff
- 2004: House of D als Tom Warshaw
- 2005: Liebe ist Nervensache als Tom Pollack
- 2007–2014: Californication (Fernsehserie) als Hank Moody
- 2007: In deiner Haut als Dr. Benjamin Marris
- 2007: Eine neue Chance als Brian Joseph Burke
- 2009: Familie Jones – Zu perfekt, um wahr zu sein als Steve Jones
- 2013: More than Words – Die Macht der Liebe als John Fareri (Synchro 2021)
- 2013: Phantom als Bruni
- 2015–2016: Aquarius (Fernsehserie) als Detective Samson Hodiak
- 2020: Blumhouse’s Der Hexenclub als Adam
- 2022: The Bubble als Dustin Mulray
- 2022: The Estate – Erben leicht verkackt als Richard
- 2023: You People als Arnold Cohen

James Spader
- 1986: Pretty in Pink als Steff McKee
- 1987: Baby Boom – Eine schöne Bescherung als Ken Arrenberg
- 1987: Unter Null als Rip
- 1989: Sex, Lügen und Video als Graham Dalton
- 1990: Frühstück bei ihr als Max Baron
- 1991: Der Preis der Macht als Tim Garrity
- 1994: Nightmare Lover als Ray Reardon (Synchro 1995)
- 1994: Stargate als Dr. Daniel Jackson
- 1994: Wolf – Das Tier im Manne als Stewart Swinton
- 1996: 2 Tage L.A. als Lee Woods (2. Synchro 2016)
- 1996: Crash als James Ballard
- 2000: Supernova als Nick Vanzant
- 2004–2008: Boston Legal (Fernsehserie) als Alan Shore
- 2003: Alien Jäger – Mysterium in der Antarktis als Julian Rome
- 2003: Die Pentagon Papiere als Daniel Ellsberg
- 2009: Das Geheimnis des Regenbogensteins als Mr. Black
- 2011–2012: The Office (Fernsehserie) als Robert California (Synchro 2021)
- 2013–2023: The Blacklist (Fernsehserie) als Raymond „Red“ Reddington

Eric Bana
- 2000: Chopper als Mark Brandon „Chopper“ Read
- 2001: Black Hawk Down als Norm „Hoot“ Gibson
- 2003: Hulk als Dr. Bruce Banner / Hulk
- 2005: München als Avner Kaufman
- 2007: Glück im Spiel als Huck Cheever
- 2007: Unter der Sonne Australiens als Romulus
- 2008: Die Schwester der Königin als Henry Tudor
- 2009: Die Frau des Zeitreisenden als Henry DeTamble
- 2009: Star Trek als Capt. Nero
- 2009: Wie das Leben so spielt als Clarke
- 2011: Wer ist Hanna? als Erik Heller
- 2012: Cold Blood – Kein Ausweg. Keine Gnade. als Addison
- 2013: Lone Survivor als Erik Kristensen
- 2013: Unter Beobachtung als Martin Rose
- 2014: Erlöse uns von dem Bösen als Ralph Sarchie
- 2016: The Finest Hours als Daniel Cluff
- 2016: Special Correspondents als Frank Bonneville
- 2016: Ein verborgenes Leben – The Secret Scripture als Dr. Grene (Synchro 2018)
- 2017: King Arthur: Legend of the Sword als Uther Pendragon
- 2018–2019: Dirty John (Fernsehserie) als John Meehan
- 2020: The Dry – Lügen der Vergangenheit als Aaron Falk
- 2022: Blueback – Eine tiefe Freundschaft als Mad Macka
- 2025 Untamed als Kyle Turner

### Filme
- 1971: Für Ian Weighill in Die tollkühne Hexe in ihrem fliegenden Bett als Charlie Rawlins
- 1984: Für Nick Corry in Nightmare – Mörderische Träume als Rod Lane
- 1988: Für De’voreaux White in Stirb langsam als Argyle
- 1993: Für Leon Robinson in Cool Runnings – Dabei sein ist alles als Derice Bannock
- 2005: Für Linus Roache in Batman Begins als Thomas Wayne

### Serien
- 1965–1994: Für Chris Doran in Die Peanuts als Schröder (1. Stimme)
- 1986–1991: Für Maurice LaMarche in The Real Ghostbusters als Dr. Egon Spengler (1. Synchro (TV))

### Videospiele
- 2020: Cyberpunk 2077 als Johnny Silverhand
- 2023: Cyberpunk 2077: Phantom Liberty als Johnny Silverhand

## Auszeichnungen
- 2010: Die Silhouette in der Kategorie „Synchronschauspieler Serie“ als Stimme von Charlie Sheen in Two and a Half Men